# Oberdolling

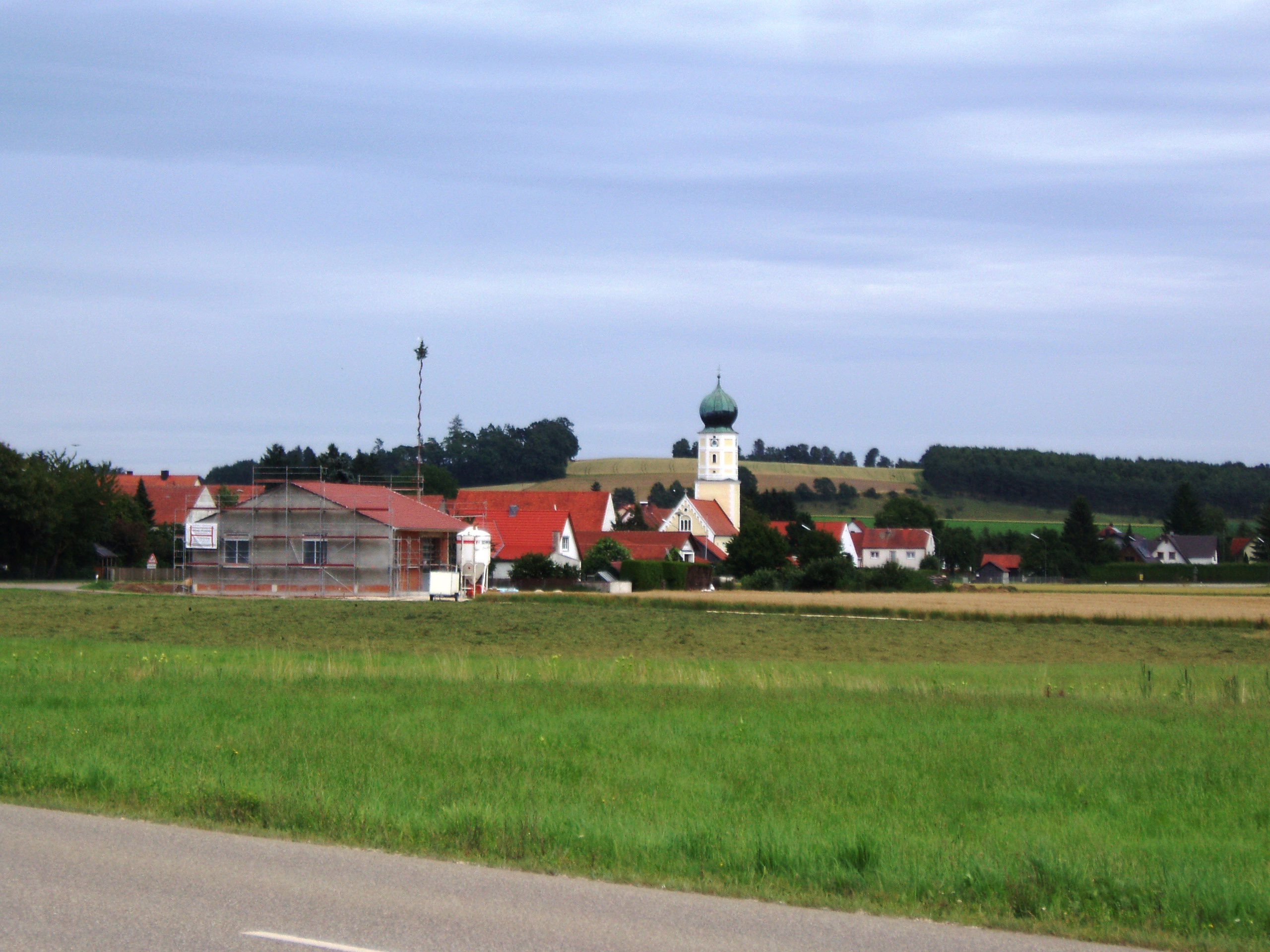
Unterdolling

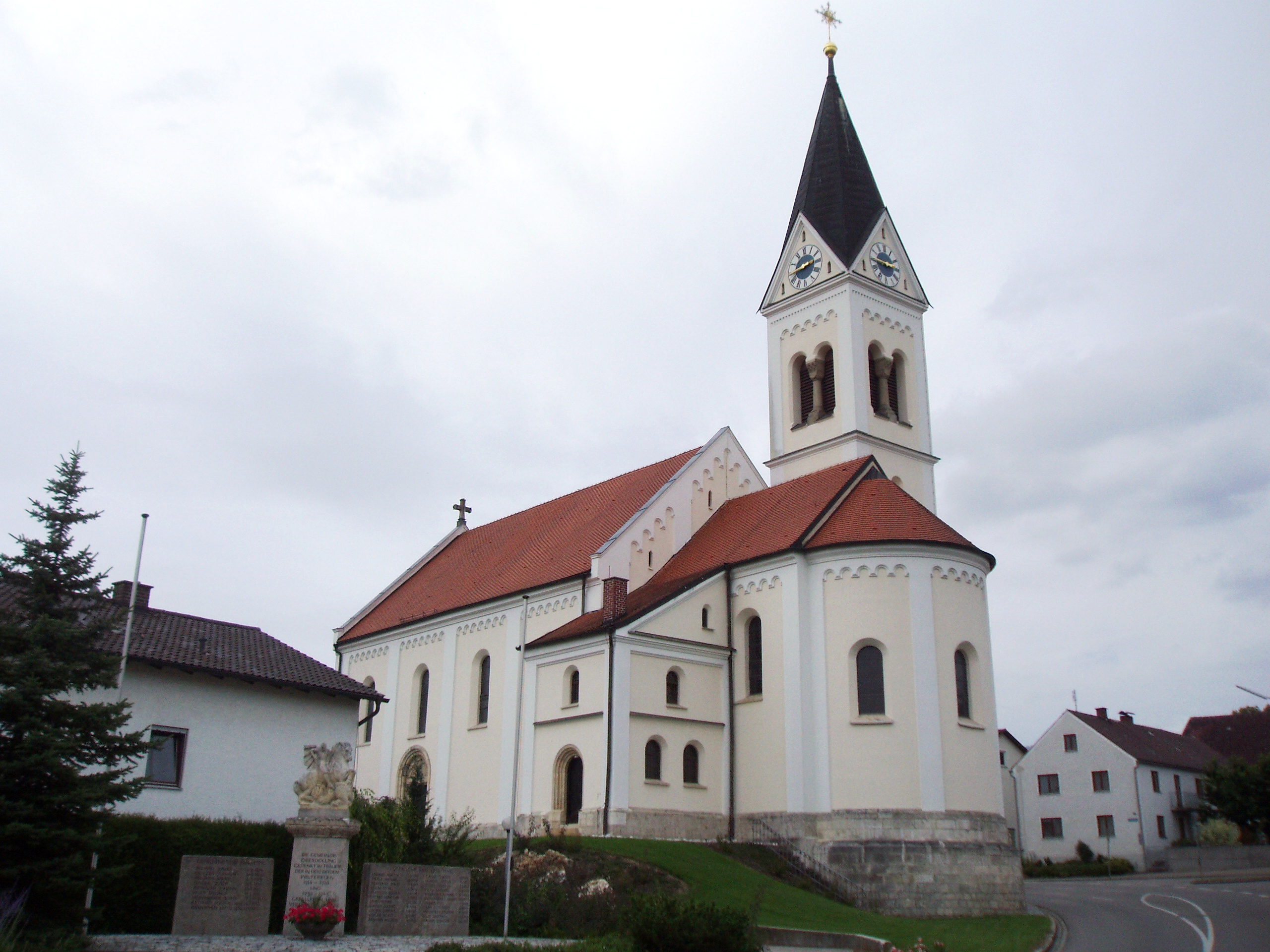
Pfarrkirche St. Georg in Oberdolling

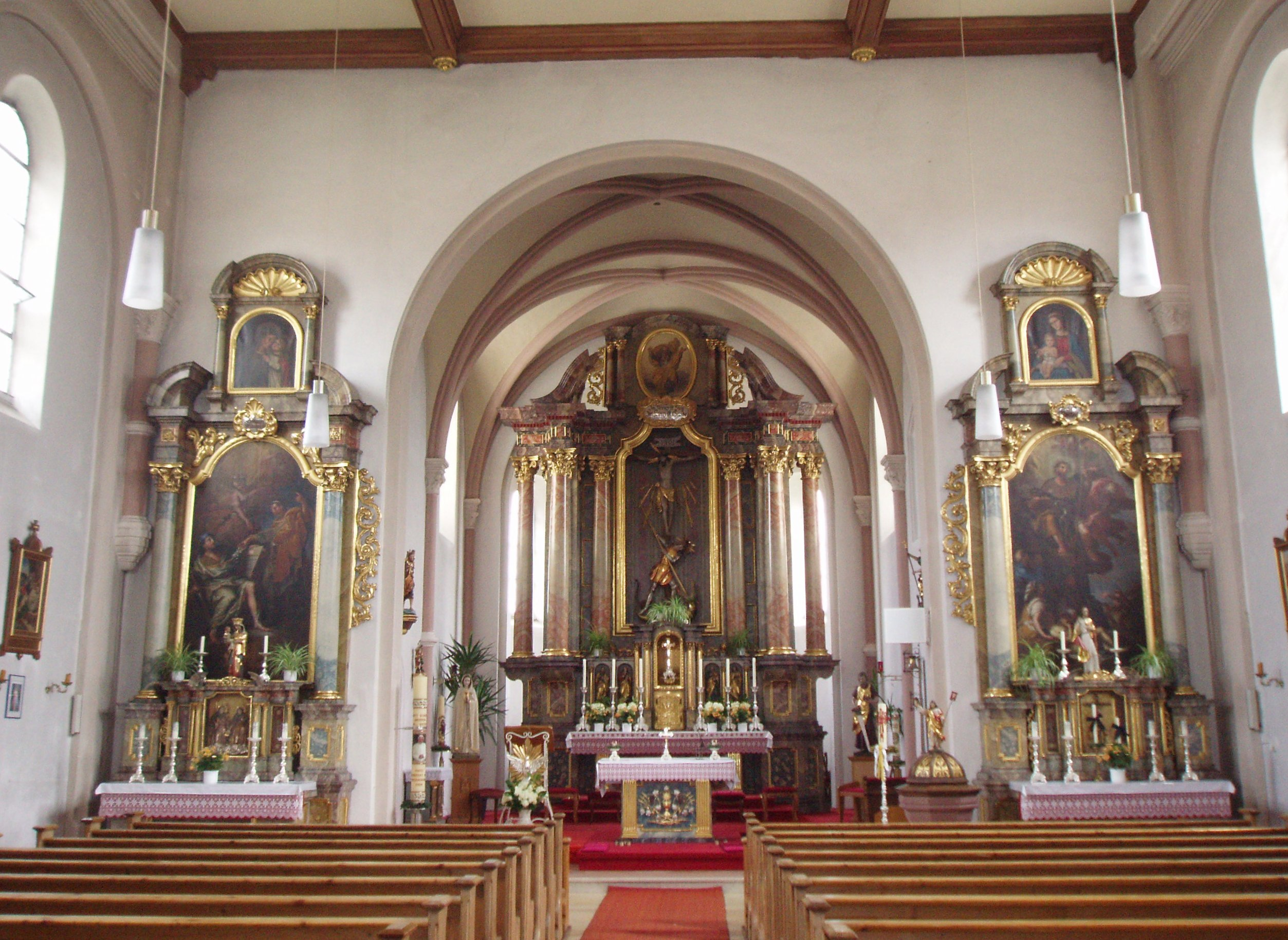
Inneres der Pfarrkirche St. Georg in Oberdolling

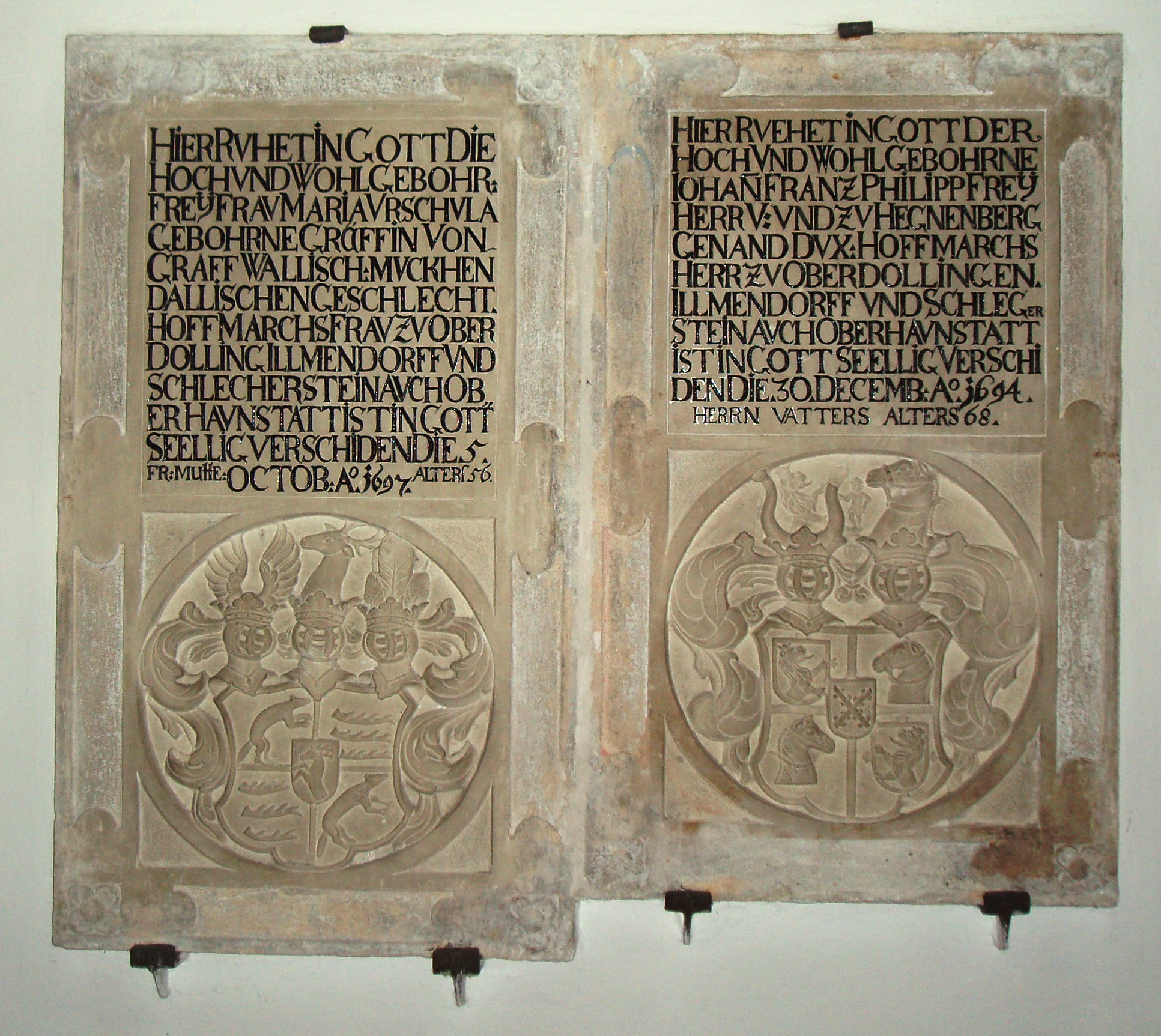
Pfarrkirche St. Georg, Epitaphe des 17. Jahrhunderts

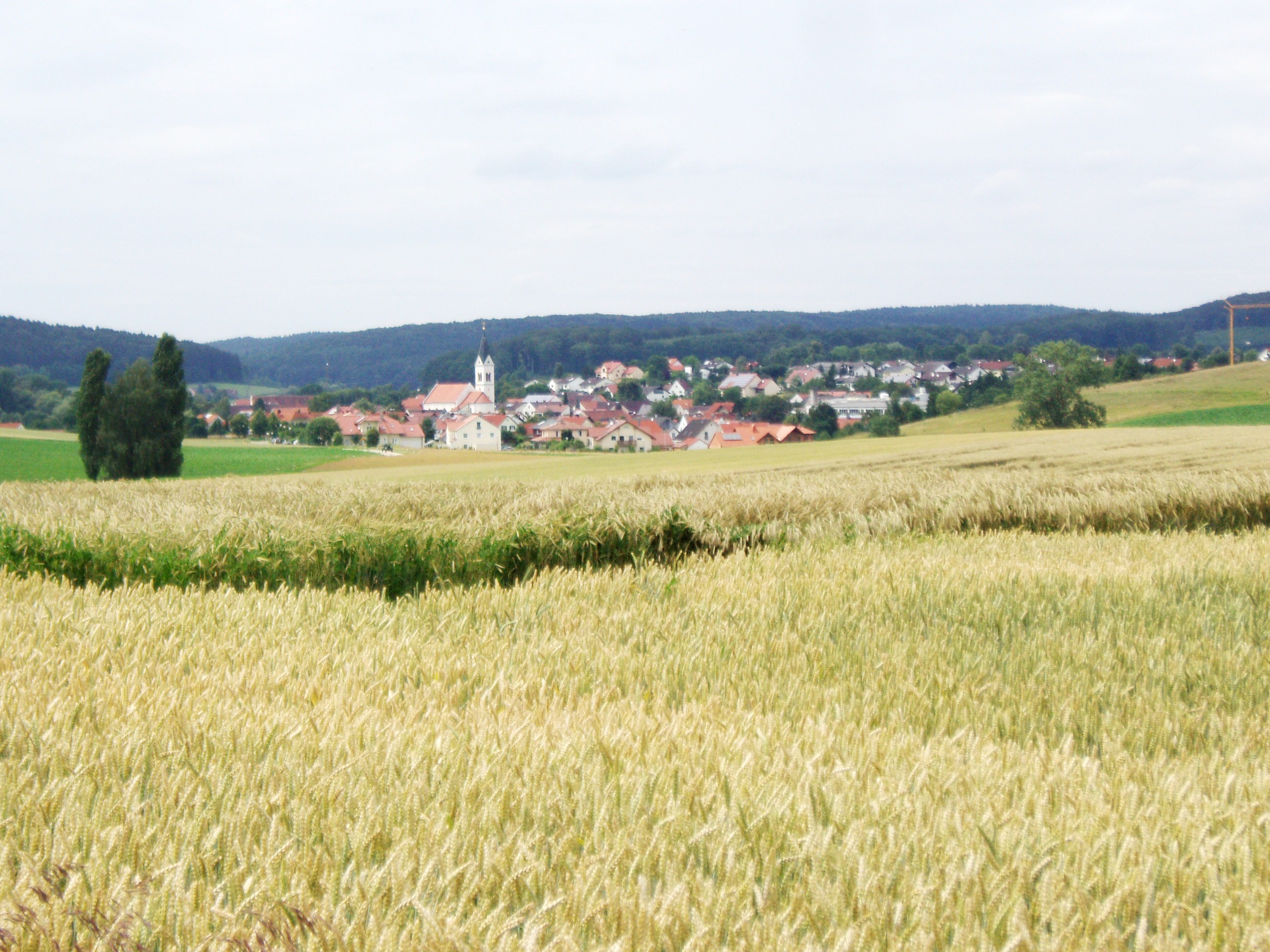
Oberdolling in der Juralandschaft

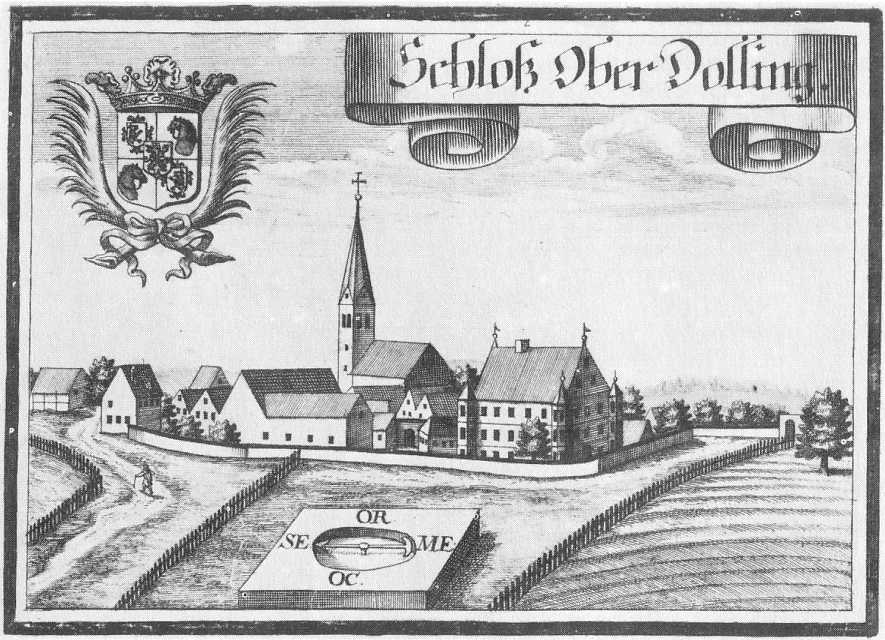
Oberdolling. Kupferstich von Michael Wening, 1701

Oberdolling ist eine Gemeinde im oberbayerischen Landkreis Eichstätt und ein Mitglied der Verwaltungsgemeinschaft Pförring.

## Geografie
Die Gemeinde liegt in der Region Ingolstadt in der Hallertau.

### Gemeindegliederung
Es gibt sechs Gemeindeteile (in Klammern ist der Siedlungstyp angegeben):
- Hagenstetten (Dorf)
- Harlanden (Weiler)
- Oberdolling (Pfarrdorf)
- Sankt Lorenzi (Weiler)
- Unterdolling (Kirchdorf)
- Weißendorf (Weiler)

### Nachbarorte und -gemeinden
|                   |                                             | Mindelstetten |
| Kasing (Kösching) | Kompassrose, die auf Nachbargemeinden zeigt |               |
| Großmehring       | Vohburg                                     | Pförring      |

## Geschichte

### Bis zur Gründung der Gemeinden
Das heutige Oberdolling wurde urkundlich erstmals 825/27 als „Tullinga“ erwähnt. Seit Beginn des 12. Jahrhunderts ist ein Ortsadel nachweisbar. Die Burg (im 17. Jahrhundert „Schleckerstein“ genannt) lag am Südwestrand des Dorfes. 1339 war ihr Besitzer Ulrich von Mendorf. 1466 wurde der Ort in Ober- und Unterdolling geteilt. Nach der Zerstörung durch schwedische Truppen im Dreißigjährigen Krieg wurde die von einem Wassergraben umgebene Burg 1649 von den Ingolstädter Jesuiten neu aufgebaut; nach einem erneuten Brand 1931 wurde das Schloss nach historischem Vorbild wieder aufgebaut. 1693 erwarben die Freiherren von Hegnenberg gen. Dux Oberdolling und erhielten dies hinfort als bayerisches Lehen. 1904 erhielt der Ort Eisenbahnanschluss; die ehemalige Trasse (Im Jahre 1972 wurde der Personenverkehr eingestellt.) wird heute für den Schambachtalbahn-Radweg genutzt.
Oberdolling gehörte zum Rentamt München und zum Landgericht Vohburg des Kurfürstentums Bayern. Die Freiherren bzw. späteren Grafen von Hegnenberg-Dux besaßen hier eine offene Hofmark. Im Zuge der Verwaltungsreformen in Bayern entstanden mit den Gemeindeedikten von 1804 bzw. 1818 aus den Hofmarken Ober- und Unterdolling (erstmals 1466 erwähnt) eigenständige Gemeinden, die dem Landgericht Ingolstadt (dem späteren Landkreis) angehörten.

### Kreiszugehörigkeit
Nach der Eingemeindung Unterdollings wechselte Oberdolling am 1. Juli 1972 in den vergrößerten Landkreis Eichstätt.

### Eingemeindungen
Im Zuge der Gebietsreform in Bayern wurde am 1. Januar 1972 die Gemeinde Unterdolling eingegliedert.

### Einwohnerentwicklung
Zwischen 1988 und 2018 wuchs die Gemeinde von 995 auf 1313 um 318 Einwohner bzw. um 32 %.
| Stand     | 1961 | 1970 | 1987 | 1991 | 1995 | 2000 | 2005 | 2010 | 2015 | 2020 |
| --------- | ---- | ---- | ---- | ---- | ---- | ---- | ---- | ---- | ---- | ---- |
| Einwohner | 750  | 826  | 954  | 1034 | 1098 | 1200 | 1229 | 1187 | 1272 | 1306 |

## Politik

### Gemeinderat
Der Gemeinderat hat zwölf Mitglieder. Die Kommunalwahl am 15. März 2020 hatte folgendes Ergebnis:
- CSU: 6 Sitze (53,5 %)
- CW: 6 Sitze (46,5 %).

Die Wahlbeteiligung betrug 67,9 %.
Auch bei den Gemeinderatswahlen 2008 und 2014 hatten CSU und CW jeweils sechs Mandate erreicht.

### Bürgermeister
Erster Bürgermeister ist seit dem 15. November 2004 Josef Lohr (* 1960) (Christlich-Soziale Union in Bayern). Dieser wurde zuletzt am 15. März 2020 ohne Mitbewerber mit 95,39 % der Stimmen im Amt bestätigt.

### Wappen
| Wappen Gde. Oberdolling | Blasonierung: „Unter silbernem Schildhaupt, darin ein schwarzer Hauptpfahl, in Schwarz ein rot gekrönter und bewehrter goldener Löwenrumpf.“ |
| Wappen Gde. Oberdolling | Wappenführung seit 1985 |

## Kultur und Sehenswürdigkeiten

### Bauwerke
Die katholische Pfarrkirche St. Georg ist ursprünglich ein frühgotischer Bau. 1895/97 wurde unter Pfarrer Andreas Bücherl ein neuromanischer Neubau hochgezogen. 1963 erfolgte eine Renovierung. Der Kirchturm von 1793 birgt einen römischen Grabstein. Ein frühgotisches Steinrelief aus dem 13. Jahrhundert ist in die rechte Chorraumwand neben der Tür zur Sakristei eingemauert. In der Kirche finden sich Epitaphe des 17. und 18. Jahrhunderts.
Die Filialkirche St. Stephan in Unterdolling ist eine mittelalterliche Chorturmanlage.
Die katholische Filialkirche St. Margaretha in Weißendorf ist eine romanische Kirche aus dem späten 12. Jahrhundert.
Erwähnenswert ist auch das Schloss Oberdolling, ein dreigeschossiger Walmdachbau mit Eckerkertürmen.

### Regelmäßige Veranstaltungen
- Laurenzimarkt am zweiten Sonntag im August
- Christkindlmarkt am dritten Advent

## Wirtschaft und Infrastruktur

### Wirtschaft einschließlich Land- und Forstwirtschaft
Die Gemeindesteuereinnahmen betrugen im Jahr 2021 umgerechnet 1,666 Mio. €, davon betrugen die Gewerbesteuereinnahmen (netto) umgerechnet 229.000 €.
Es gab 2021 nach der amtlichen Statistik im produzierenden Gewerbe 33 sozialversicherungspflichtig Beschäftigte am Arbeitsort. In sonstigen Wirtschaftsbereichen waren am Arbeitsort 206 Personen sozialversicherungspflichtig beschäftigt. Sozialversicherungspflichtig Beschäftigte am Wohnort gab es insgesamt 598. Im verarbeitenden Gewerbe gab es keine Betriebe, im Bauhauptgewerbe fünf Betriebe. Zudem bestanden im Jahr 2020 19 landwirtschaftliche Betriebe mit einer landwirtschaftlich genutzten Fläche von 1037 ha, davon waren 1023 ha Ackerfläche.

### Bildung
Es besteht der Gemeindekindergarten „St. Georg“, der 79 Kindergartenplätze anbietet.

### Vereine
- Flotte Töne Chor
- SV Dolling
- Freiwillige Feuerwehr Oberdolling e. V.
- Katholische Landjugendbewegung Dolling

## Persönlichkeiten
- Engelhard von Dolling († 1261), Bischof von Eichstätt (1259–1261)
- Friedrich Roman Gebhard (1742–1803), langjähriger katholischer Priester in Oberdolling, Jesuit und Gelehrter